# Xylocopa violacea
Xylocopa violacea là một loài côn trùng trong phân họ Xylocopinae. Giống như hầu hết các thành viên của chi Xylocopa, nó làm tổ trong thân cây đã chết.
Loài này không phải là đặc biệt hung hăng và chỉ tấn công nếu bị buộc phải làm như vậy.
Năm 2006, nó đã được ghi nhận từ Cardigan và 2007 nó đã được tìm thấy sinh sản ở Anh lần đầu tiên ở Leicestershire, sau mở rộng về phía bắc của phạm vi của nó ở Pháp và Đức và sinh sản ở quần đảo Channel và trong năm 2010 cũng được ghi nhận trong Northamptonshire và Worcestershire.

## Hình ảnh

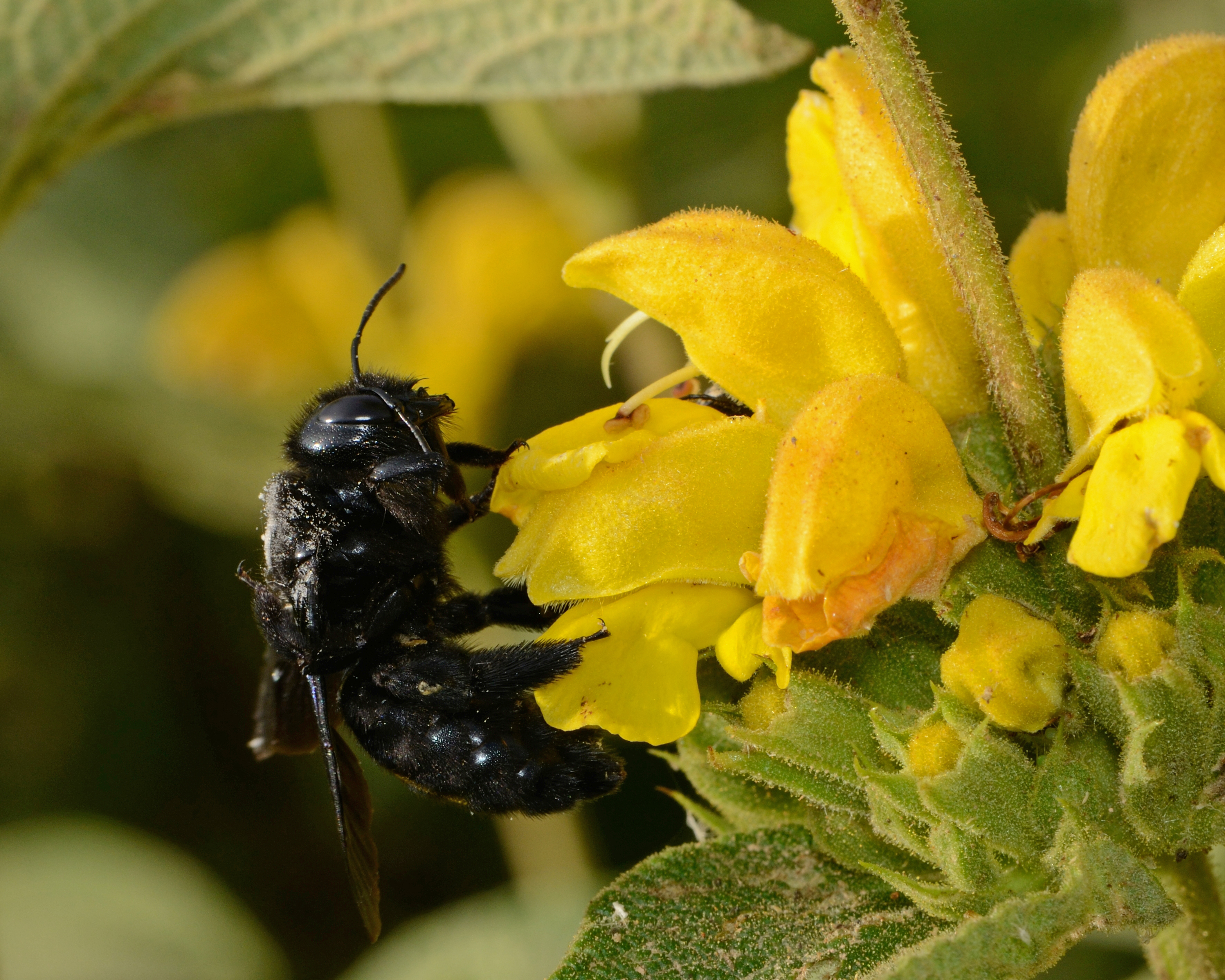
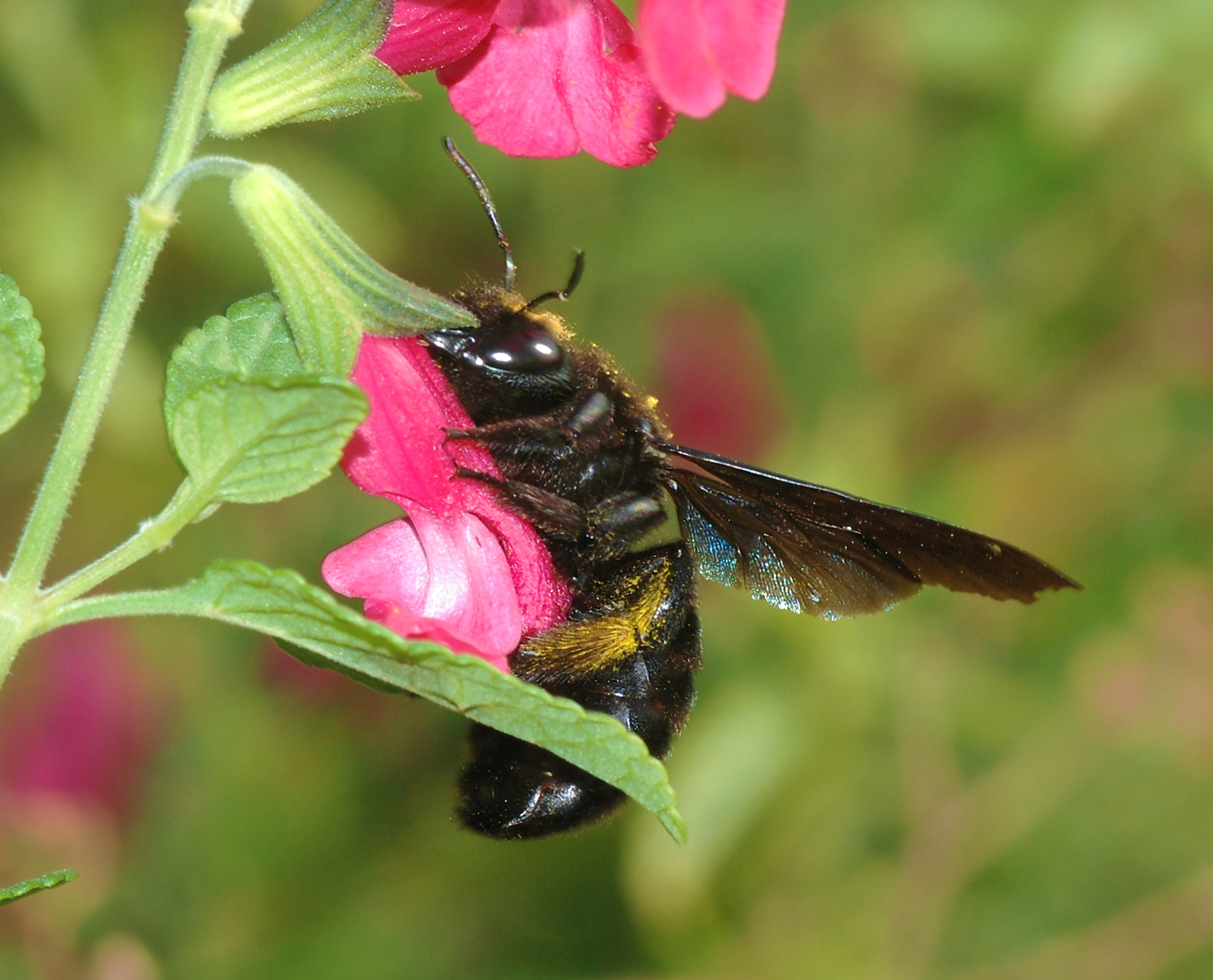
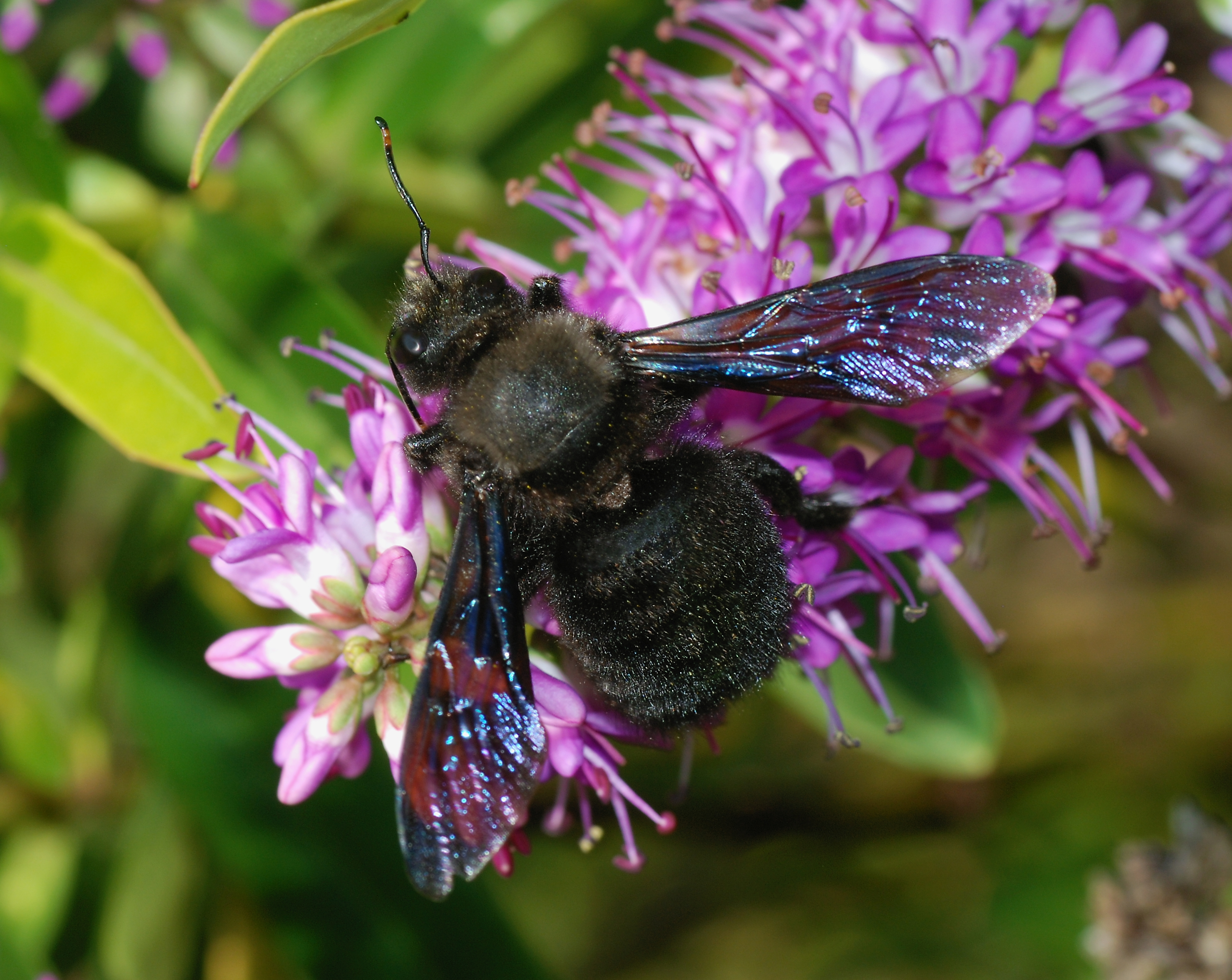
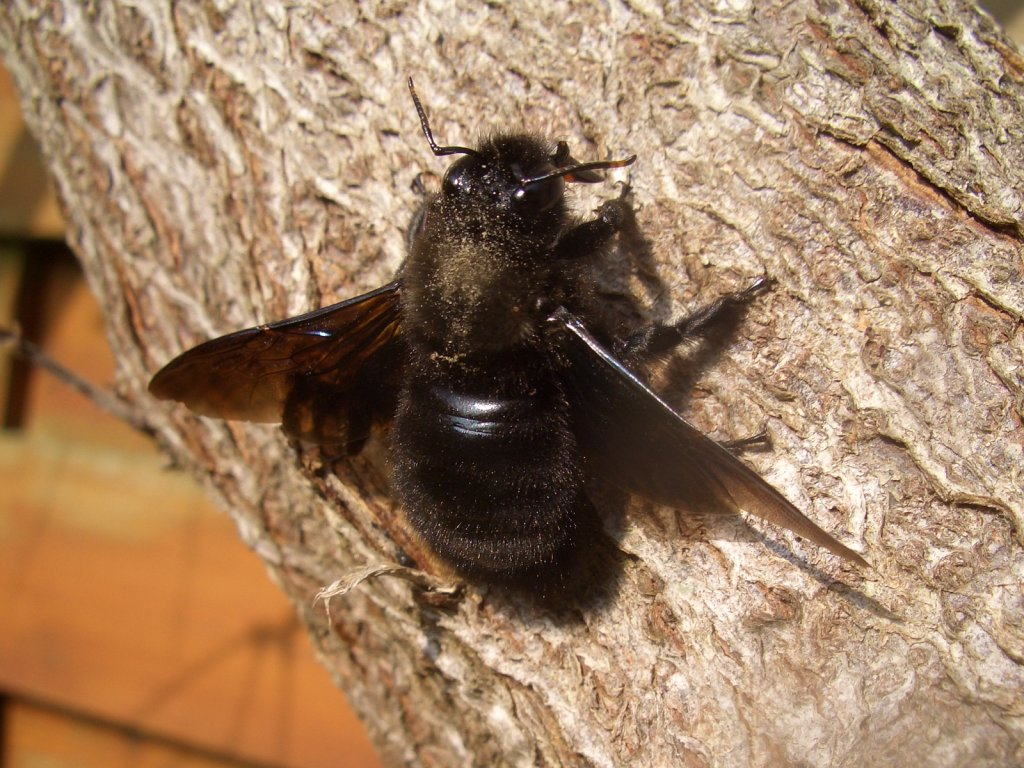
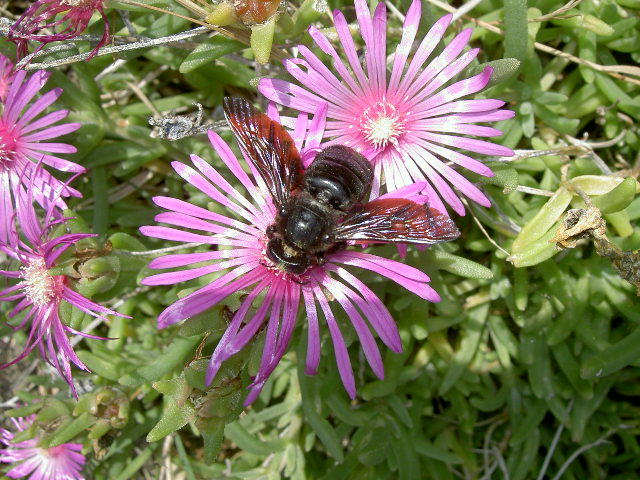
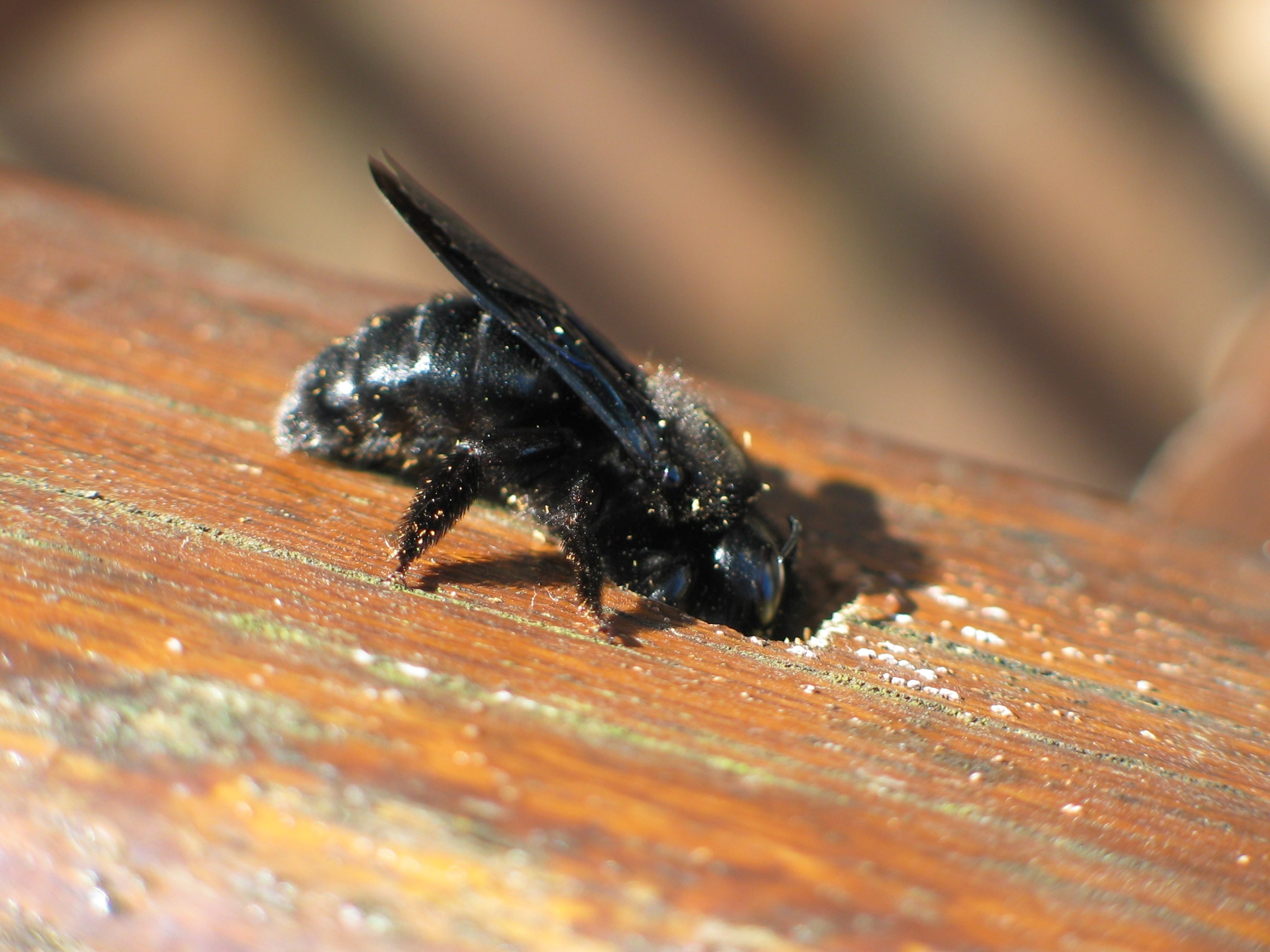